# بالگاچیا
بالگاچیا (به لاتین: Bahalgachhia) یک منطقهٔ مسکونی در بنگلادش است که در ناحیه پتوکالی واقع شده‌است.